# Великая ложа Италии
Великая ложа Италии АЛАМ (Древних принятых вольных каменщиков) (итал. La Gran Loggia d'Italia degli ALAM (Antichi Liberi Accettati Muratori)) появилась в Италии в 1910 году под названием Светлейшая великая ложа Италии. Как масонское послушание она была основана группой лож, которые вышли из Великого востока Италии (ВВИ) в 1908 году. Именно 1908 год следует считать годом рождения послушания. Историческая штаб-квартира Великой ложи Италии находилась в Риме на площади Пьяцца дель Джезу, 47.

## История
История Великой ложи Италии началась с раскола с Великим востоком Италии (24 июня, 1908 года), когда значительное число масонов работавших по Древнему и принятому шотландскому уставу, во главе с тогдашним державным великим командором Саверио Фера, покинули Великий восток Италии. Причины раскола носили политический характер: ВВИ, после избрания на пост великого мастера Этторе Феррари, проводил радикальную и антиклерикальную политику, в отличие от братьев с Пьяцца дель Джезу, политика которых была более лояльна к католической церкви и как правило, они были более консервативны. Поводом для конфликта стало предложение о подаче жалобы, сделанное Этторе Феррари в ходе ежегодного конвента Великого востока Италии, в адрес тех членов Европарламента, которые были масонами, и которые отказались участвовать в голосовании в Палате депутатов за отмену религиозного образования в начальной школе. Великий командор шотландского устава Саверио Фера был вынужден наложить вето на эту официальную жалобу. Раскол в послушании стал неизбежен, и 26 июня 1908 года, после незаконного избрания Ахилле Баллори главой Верховного совета Шотландского устава, Саверио Фера принял решение, согласно конституции послушания 1906 года, о роспуске Великого востока Италии. 13 июля, великий мастер ВВИ, Этторе Феррари, изгнал Фера и всех близких к нему масонов верховного совета из Великого востока Италии. Девять лож ВВИ ушли с Саверио Фера под юрисдикцию Светлейшей великой ложи Италии, которая в течение года выросла до пятидесяти новых лож. Эта тенденция сохранилась и в последующие годы, особенно на юге, где Великая ложа Италии победила по количеству приверженцев ВВИ. В 1912 году Великая ложа Италии получила также международное признание на Всемирной конференции Верховных советов Древнего и принятого шотландского устава.

## Великая ложа Италии сегодня
Сейчас численность Великой ложи Италии около 9000 членов в 420 ложах, как в Италии, так и в некоторых зарубежных странах, таких как: Великобритания, Канада, Ливан, Румыния и США.
Важным отличием Великой ложи Италии от Великого востока Италии является то, что это послушание смешанное, и в него принимаются женщины на равных правах, а посвящение имеет много общего с посвящением в Международном смешанном масонском ордене Право человека. Кроме того, Великая ложа Италии использует только Древний и принятый шотландский устав (ДПШУ). ДПШУ считается в Великой ложе Италии единым и объединяет градусы с 1 по 33. Руководит Великой ложей Италии — великий мастер, который председательствует в первых трёх градусах и суверенный великий командор, который возглавляет степени с 4 по 33. Обе должности занимает один человек, который избирается сроком на 3 года, и не может переизбираться более чем на два срока.

### Участие в Международных организациях
В 1961 году Великая ложа Италии выступила в качестве учредительницы CLIPSAS (фр. Le Centre de liaison et d’information des puissances maçonniques signataires de l’appel de Strasbourg).
4 декабря 1998 года Великая ложа Италии вошла в SIMPA (фр. Secrétariat international Maçonnique des Puissances Adogmatiques).
В 2001 году был основан «Союз Средиземноморья», в котором Великая ложа Италии является постоянным координатором и членами которой являются: Великий восток Франции, Великая союзная ложа Испании, Великий символический восток Греции, Международный масонский орден «Дельфы», Центральная великая ложа Ливана, Великая ложа кедров Ливана, Великие ложи Турции и Марокко.